# Кила (болезнь)

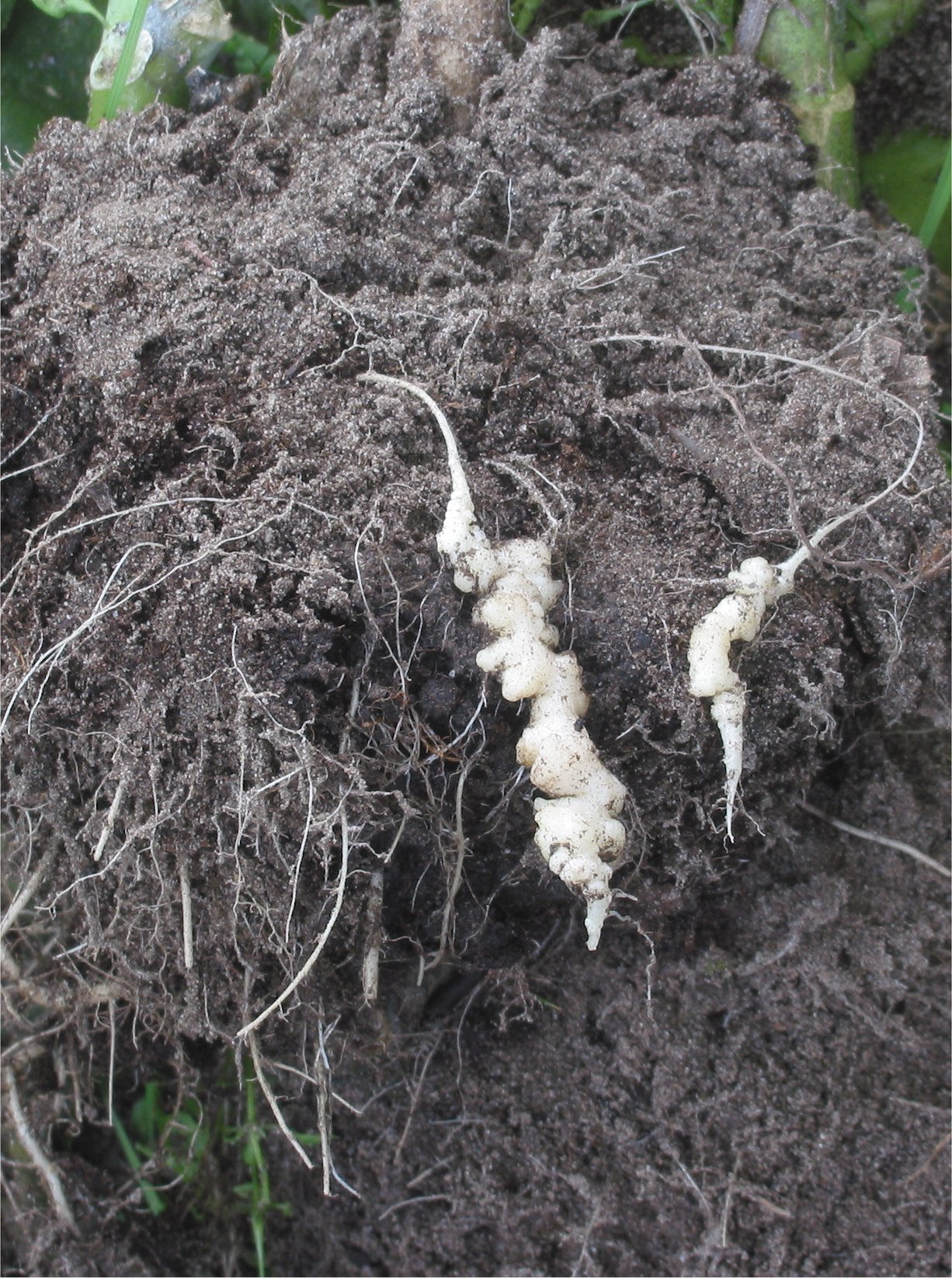
Кила на корнях цветной капусты

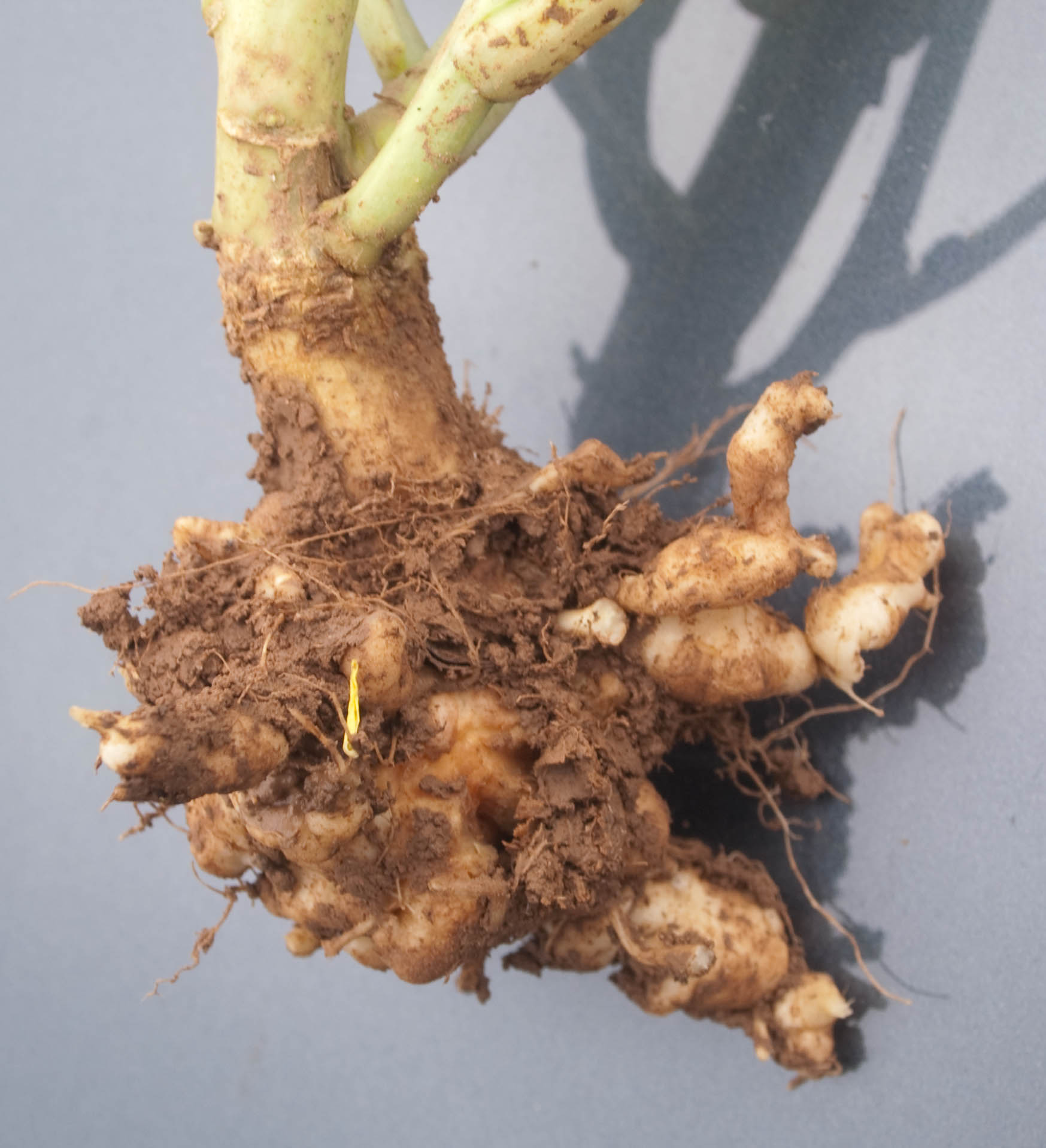
Кила на корнях рапса

Кила́ — болезнь капусты и других крестоцветных, вызываемая плазмодиофоровым слизевиком Plasmodiophora brassicae.
Кила — одно из наиболее распространённых и опасных заболеваний культурных и диких крестоцветных растений. Поражает корневую систему капусты, редиса, редьки, горчицы, а также пастушьей сумки, ярутки, сурепки и прочих. На корнях образуются наросты разной величины, диаметром до 10 см, состоящие из гипертрофированной ткани растения. Впоследствии они начинают гнить и разрушаться; кроме того, уменьшается количество корневых волосков. В результате корневая система развивается слабо, растение не может поглощать воду в достаточном количестве, его рост замедляется. Вместе с тем внешне оно часто выглядит здоровым, и обнаружить болезнь можно лишь при осмотре корней.
Кила чаще возникает в условиях кислой почвы и высокой влажности. Зрелые плазмодии возбудителя распадаются на споры и прорастают в подвижные амёбоиды, которые затем проникают в корни растений. Споры способны сохраняться в почве от четырёх до семи лет. Разносятся дождевыми червями, насекомыми, током воды, орудиями обработки почвы и так далее.
Болезнь широко распространена и наносит большой ущерб. Меры борьбы — использование устойчивых сортов, обеззараживание почвы и известкование кислых почв, севооборот, предварительный высев индикаторных растений для проверки грунта на инфекцию, обработка корней рассады химическими средствами, выбраковка поражённых растений на стадии рассады, уничтожение сорняков и растительных остатков.